# Pulchralata fowleri
Pulchralata fowleri là một loài bướm đêm trong họ Geometridae.